# Route nationale 520b
La route nationale 520b ou RN 520b était une route nationale française reliant Saint-Laurent-du-Pont à Saint-Pierre-de-Chartreuse.
À la suite de la réforme de 1972, elle a été déclassée en RD 520b.

## Ancien tracé de Saint-Laurent-du-Pont à Saint-Pierre-de-Chartreuse (D 520b)
- Saint-Laurent-du-Pont
- Saint-Pierre-de-Chartreuse